# ترکی چهارمحالی
ترکی چهارمحالی یک گونه ترکی اوغوزی است که توسط ترک‌های چهارمحال در منطقه چهارمحال از توابع استان چهارمحال و بختیاری صحبت می‌شود. این زبان کمتر مورد مطالعه بوده و به‌طور کلی گونه طبقه‌بندی نشده از ترکی اوغوزی است و از زبان ترکی آذربایجانی و ترکی قشقایی متمایز است.
طی پژوهشی که شرکت پژوهشگران خبره پارس به سفارش شورای فرهنگ عمومی در سال ۱۳۸۹ انجام داد و براساس یک بررسی میدانی و یک جامعه آماری از میان ساکنان استان چهارمحال و بختیاری، ۱۰٫۱٪ از جمعیت این استان ترک‌زبان بوده‌اند پیشینه‌ای مردمان ترک چهارمحالی به ترکان سلجوقی می‌رسد که در در قرن نهم میلادی اصفهان پایتخت امپراتوری این دودمان بوده است.

## توزیع زبان
اطلس زبان‌های ایران (ALI) نقشه توزیع نقطه‌ای و چندضلعی زبان‌های استان چهارمحال و بختیاری و چندین نقشه داده‌های زبانی را منتشر کرده است.

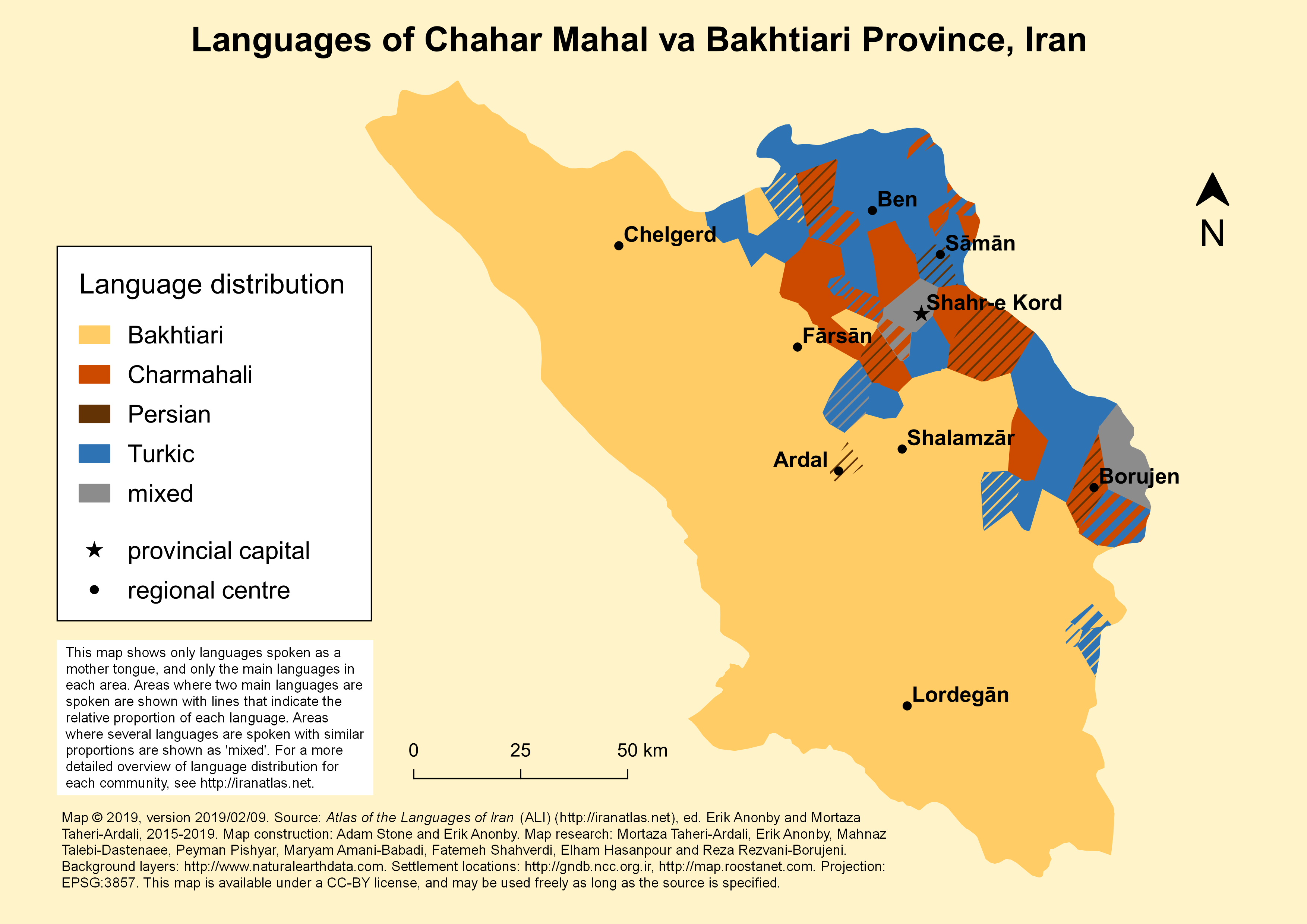
نقشه زبانی استان چهار محال و بختیاری که ترکی چهارمحال را نشان می‌دهد